# Stieldorf

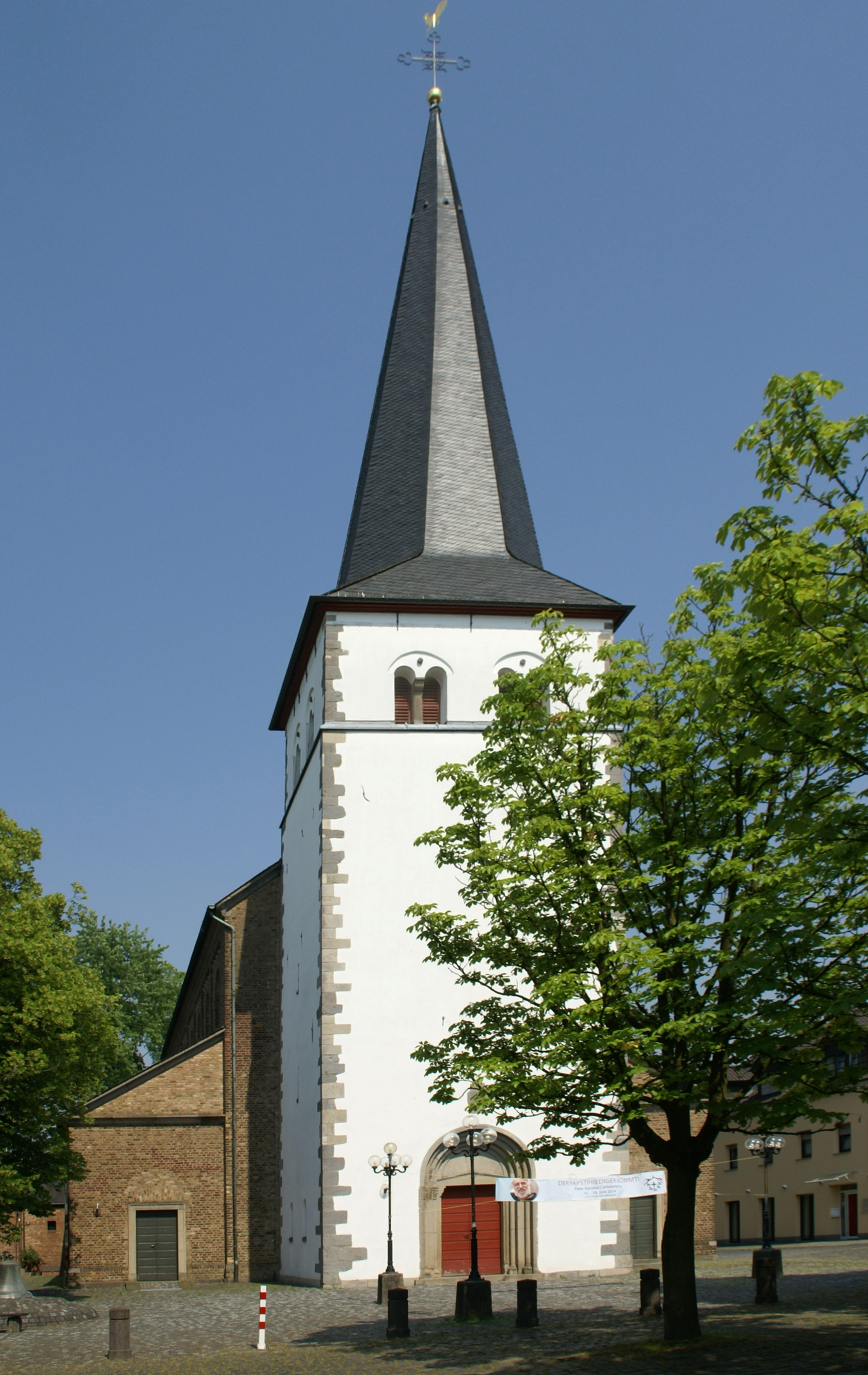
St. Margareta

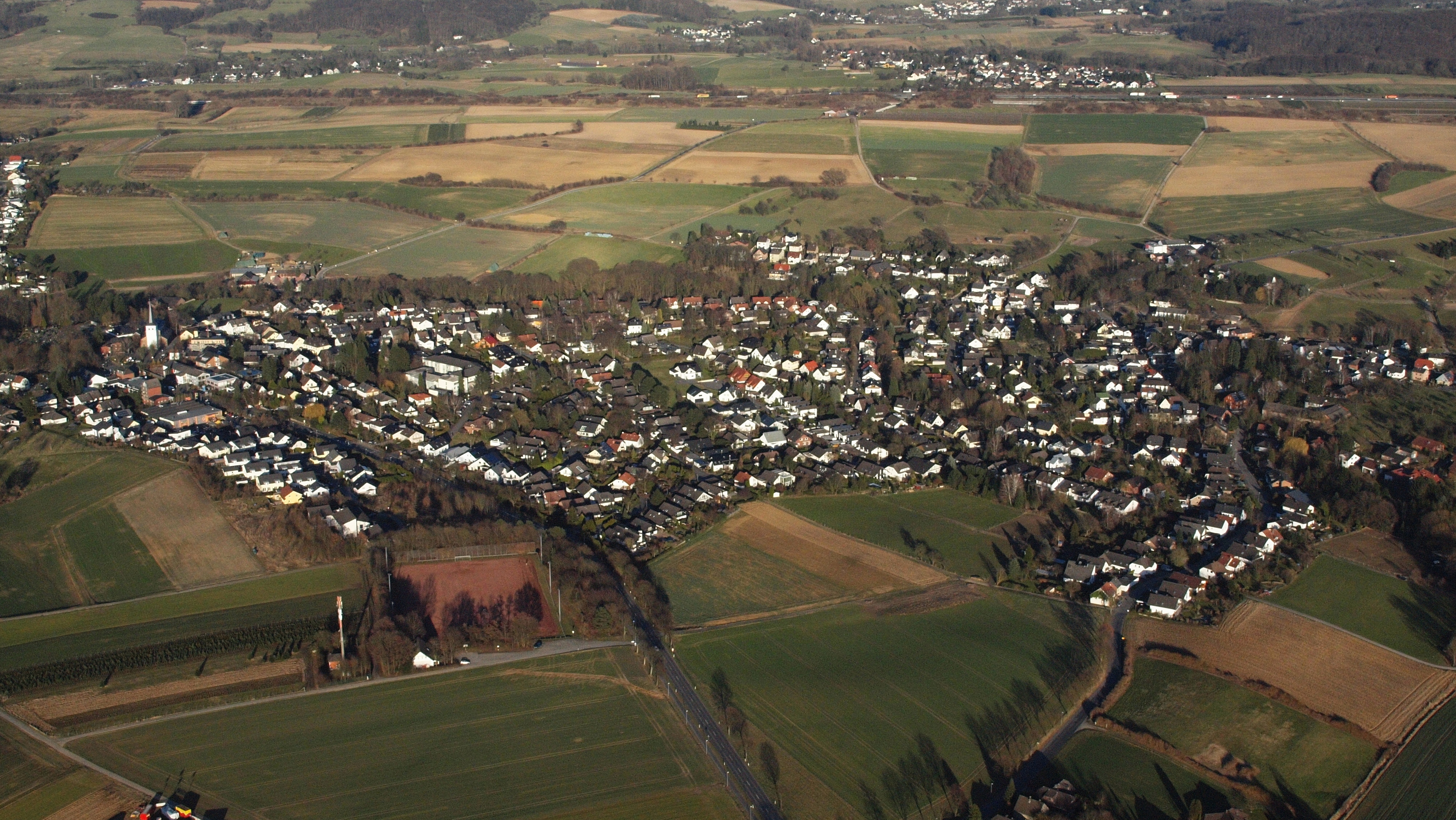
Stieldorf, Luftaufnahme 2015

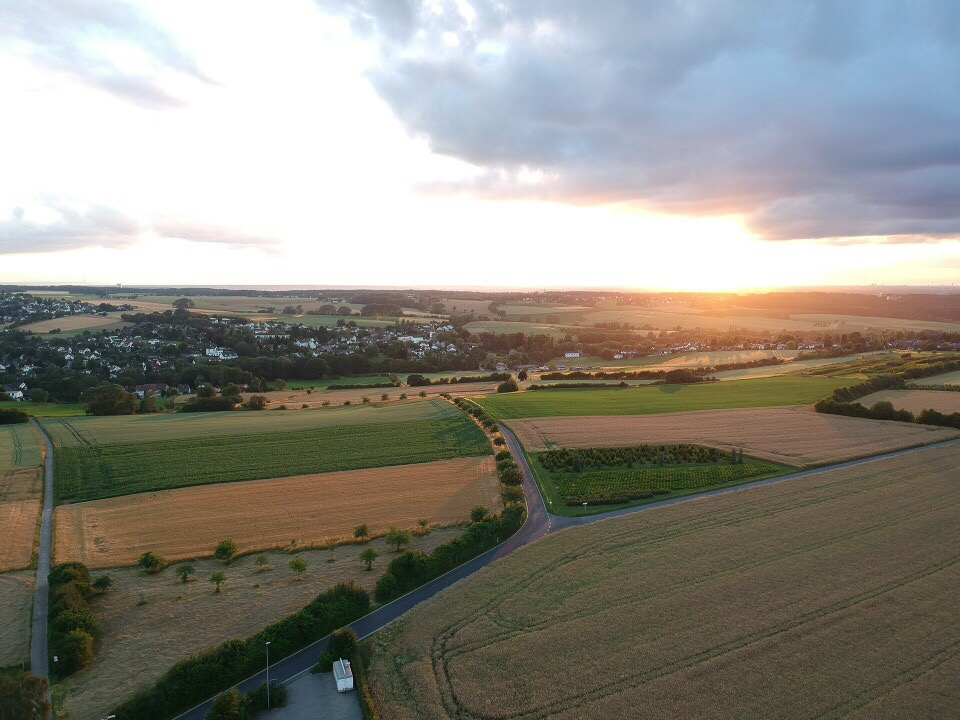
Stieldorf (links) und Rauschendorf (rechts) im Juni 2018

Stieldorf ist ein Stadtteil der Stadt Königswinter im nordrhein-westfälischen Rhein-Sieg-Kreis. Er hat mit seinen umliegenden Orten 6728 Einwohner, der Ortsteil Stieldorf selbst 1145 (Stand: 30. September 2022).

## Geographie
Stieldorf liegt im Pleiser Hügelland nordöstlich des Siebengebirges in einer Senke, die vom Pleisbach-Zufluss Lauterbach und seinem Nebengewässer, dem Eichenbach durchflossen wird. Es weist das Siedlungsbild eines mehrzeiligen Haufendorfs auf. Der Ortsteil Stieldorf ist mit dem Ortsteil Oelinghoven zusammengewachsen und wächst im Nordwesten mit dem Ortsteil Rauschendorf ineinander. Der Stadtteil Stieldorf grenzt im Norden an das Gebiet der Bundesstadt Bonn (etwa 9 km), nämlich an die Bonner Stadtteile Hoholz und Holtorf. Durch Zuzug hat er in den letzten Jahrzehnten Vorstadtcharakter erlangt. Die Entfernung zur Kreisstadt Siegburg beträgt 8 km.

### Ortsteile
Zum Stadtteil Stieldorf gehören die Ortsteile Bockeroth, Düferoth, Frankenforst, Freckwinkel, Friedrichshöhe, Heiderhof, Höhnerhof, Niederscheuren, Oberscheuren, Oelinghoven, Rauschendorf, Sonderbusch, Sonnenbergerhof, Stieldorf, Stieldorferhohn und Vinxel.

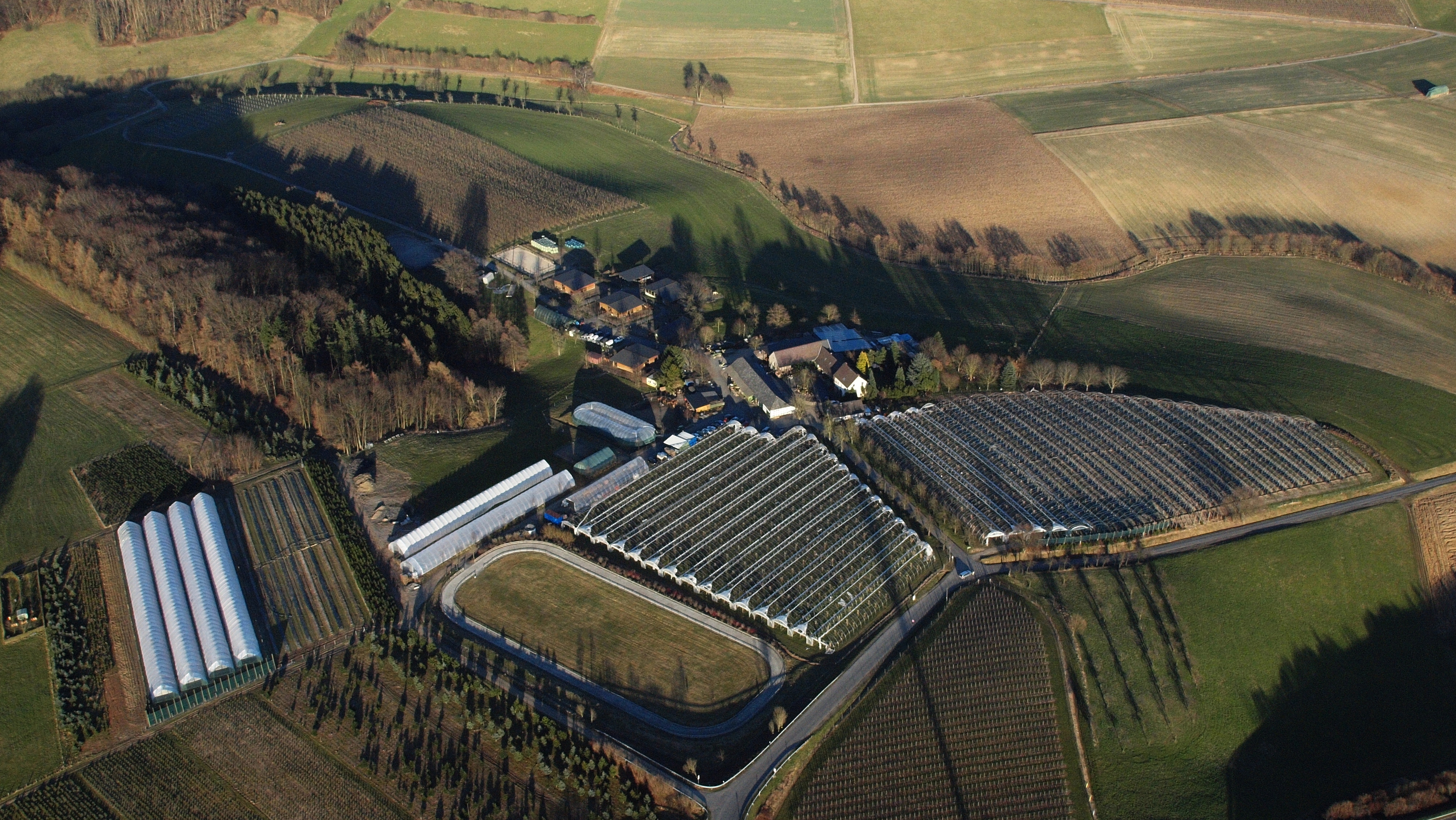
Sonnenbergerhof, Luftaufnahme (2015)

## Geschichte
895 wurde erstmals eine Kirche in Stieldorf erwähnt. Der Turm des heutigen römisch-katholischen Kirchengebäudes St. Margareta (siehe Bild) stammt aus dem 12. Jahrhundert. Das Kirchenschiff wurde um 1850 im neuromanischen Stil nach Plänen von Ernst Friedrich Zwirner komplett neu erbaut. Bis Anfang des 20. Jahrhunderts war Stieldorf überregional bekannt für sein Passionsspiel. Dies wurde in einem jeweils temporär errichteten Passionsspielhaus über mehrere Wochen aufgeführt.

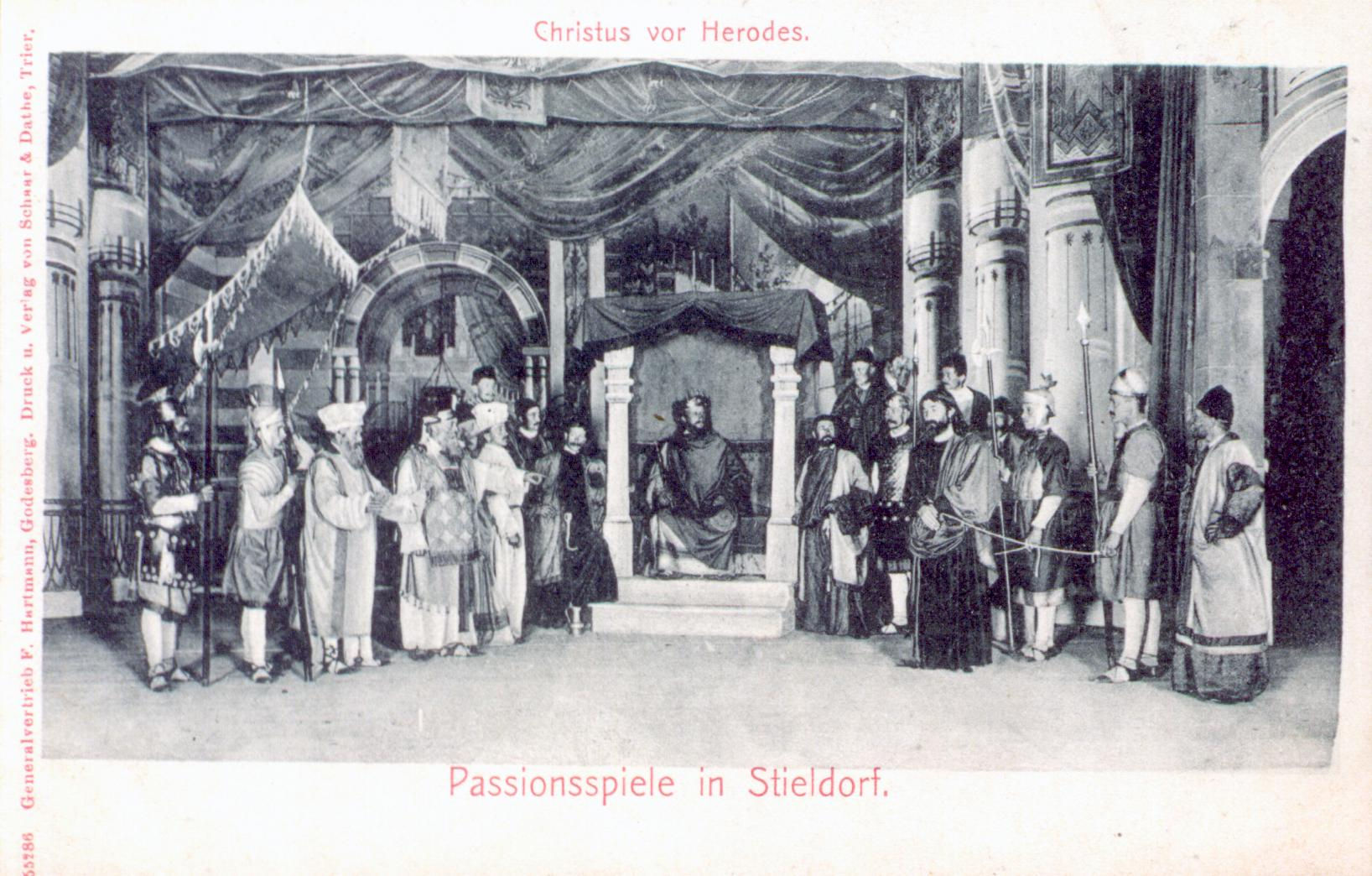
Passionsspiel 1902: Christus vor Herodes

Zum Kirchspiel Stieldorf gehörten Vinxel, Oelinghoven, Bockeroth, Rauschendorf, Oberscheuren, Niederscheuren und auch Birlinghoven (heute zu Sankt Augustin gehörig). Das Kirchspiel war Teil des Landes Blankenberg. 1363 verpfändete Gottfried II. (Heinsberg), Graf von Loon und Chiney, Herr von Heinsberg, Blankenberg und Löwenburg das Land Blankenburg an die Grafschaft Berg. Bis 1806 war das Kirchspiel Stieldorf Teil des bergischen Amtes Blankenberg.
1845/1846 entstand die Gemeinde Stieldorf durch Zusammenlegung der bisherigen Steuer- bzw. Katastergemeinden Birlinghoven, Oelinghoven, Rauschendorf und Vinxel (deren Gemarkungen bestehen blieben). Die Gemeinde gehörte zur Bürgermeisterei Oberpleis (ab 1927 „Amt Oberpleis“) im Siegkreis. Zur Gemeinde gehörten damals außer den Hauptorten der genannten vormaligen Gemeinden und heutigen Ortsteilen des Stadtteils Stieldorf auch die Orte Ettenhausen (Gut Ettenhausen), Hoholz, Ungarten (heute zu Bonn), Hähnchen (heute Sankt Augustin), Uthweiler, Schnorrenberg und Winkel.
Nach Inkrafttreten des Versailler Vertrags 1920 verlief durch die Gemeinde Stieldorf die Grenze zwischen der fünfjährigen Besatzungszone und dem unbesetzten Gebiet im Rheinland (siehe Alliierte Rheinlandbesetzung). Zum unbesetzten Gebiet gehörten Bockeroth (zu 4/5), Düferoth, Freckwinkel, Friedrichshöhe, Höhnerhof, Sonderbusch, Sonnenberg, Stieldorferhohn und Uthweiler, die restlichen Ortsteile im Norden der Gemeinde zur Besatzungszone. Infolge des Ruhrkampfs wurde auch das bisher unbesetzte Gebiet am 25. Februar 1923 als Teil des sog. „Einbruchsgebiets“ im südlichen Siegkreis und nördlichen Kreis Neuwied von französischen Truppen besetzt. Nach der Londoner Konferenz kam es am 17. November 1924 zur Räumung des Einbruchsgebiets durch die Besatzung, im Januar 1926 auch der regulären Besatzungszone. Im Oktober 1929 wurde ein Ehrenmal für die Gefallenen des Ersten Weltkriegs in der Gemeinde eingeweiht.
Im Zuge der kommunalen Neugliederung des Raumes Bonn durch das Bonn-Gesetz wurde Stieldorf am 1. August 1969 in die Stadt Königswinter, der bisherige Ortsteil Birlinghoven mit einem Großteil seiner Gemarkung in die Gemeinde Sankt Augustin und die Ortsteile Hoholz und Ungarten aus der Gemarkung Vinxel in die Stadt Bonn (Stadtbezirk Beuel) eingegliedert. Der Gemeinderat von Stieldorf hatte sich dagegen für eine vollständige Eingliederung in die damalige Stadt Beuel ausgesprochen, zu der die Stieldorfer Bevölkerung stärker orientiert sei als nach Königswinter. 1971 ließ sich in Stieldorf die nach dem Ort benannte Planungsgruppe Stieldorf, ein insbesondere am Regierungssitz Bonn tätiges Architekturbüro, in einem nach eigenen Plänen neu erbauten Atelier (Raiffeisenstraße 2) nieder, nachdem sie dort die Filiale der Volksbank errichtet hatten. Nach einem Entwurf der Planungsgruppe war bereits 1970 das katholische Pfarrheim und Gemeindezentrum mit angegliederter Küsterwohnung (An der Passionshalle 13) entstanden, das die Pfarrgemeinde 2007 an die Stadt Königswinter zur Einrichtung einer zur Grundschule Stieldorf gehörenden Offenen Ganztagsschule verkaufte.

### Einwohnerentwicklung
| Jahr | Einwohner |
| ---- | --------- |
| 1816 | 1353      |
| 1843 | 2060      |
| 1871 | 2045      |
| 1905 | 2129      |
| 1961 | 2929      |

## Infrastruktur

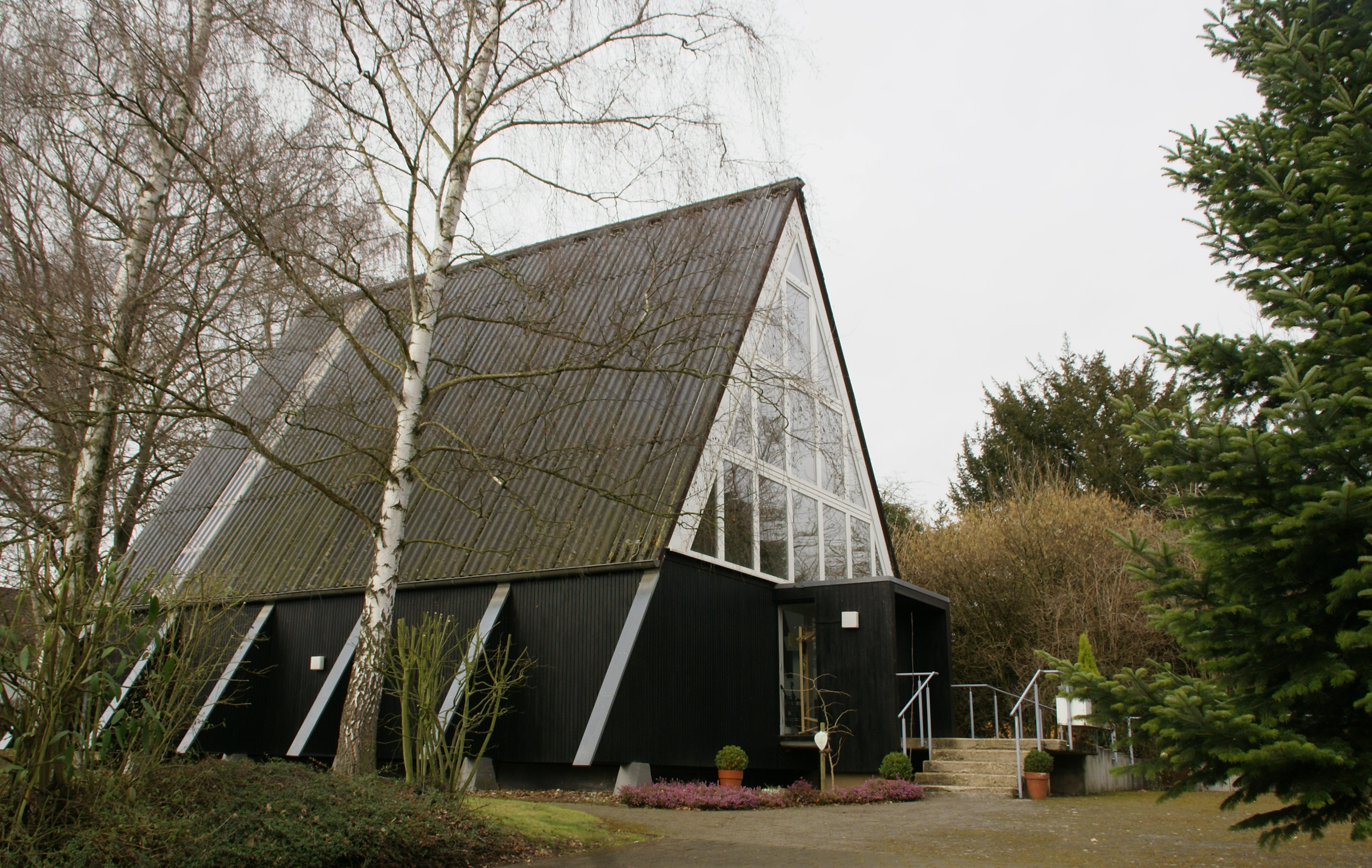
Evangelische Kirche (2014)

Stieldorf ist Standort einer Grundschule und eines katholischen Kindergartens. Neben einigen Geschäften befinden sich im Ort eine evangelische (eine 1965 erbaute Holzkonstruktion als Zeltkirche) und eine katholische Kirche. Drei Buslinien sorgen ganztägig für Verbindungen im Bereich Königswinter-Siegburg-Bonn.

## Sportvereine
- TuS Siebengebirge 1913 Heisterbacherrott/Stieldorferhohn e. V.
- Turnverein „Gut Heil“ Rauschendorf 1913 e. V.
- HSV Bockeroth 1931 e. V.
- SV Oelinghoven 1963 e. V.
- Freizeitreiter Stieldorfer Mühle e. V. 1999
- Re(h)aktiv e. V. 2015

## Persönlichkeiten
- Norbert Röttgen (* 1965), Politiker (CDU), wohnhaft in Stieldorf